# 八戸市魚菜小売市場
八戸市魚菜小売市場（はちのへしぎょさいこうりいちば）とは、八戸市営の小売市場      。

## 概要
青森県八戸市に位置し、JR八戸線陸奥湊駅の向かいにある公共の小売市場。港から水揚げされた魚介を新鮮な刺身や、いくら醤油漬け、惣菜、ごはんなどを購入でき、イートインスペースで朝ごはんが食べられる。
1953年（昭和28年）に開設された。当初は、第二次世界大戦の戦争引揚者、生活困窮者対策として市営の魚菜市場が作られ、かつては行商人の女性や一般客が多く訪れた。現在は、市民と観光客に利用されている。

## 沿革
- 1953年（昭和28年）木造平家建ての小売市場として開設[3]
- 1967年（昭和42年）鉄筋コンクリート2階建て施設を竣工[3]
- 1977年（昭和52年）売場拡張[3]
- 2022年（令和4年）2階部分を減築し大規模改修[3]

## 施設
- テナント 17店舗[3]
- 朝飯処魚菜（フードコート）[1]
- 展示スペース
- トイレ

## 交通アクセス
| 地点                                                       | 距離   | 所要時間 |
| ---------------------------------------------------------- | ------ | -------- |
| JR八戸線 陸奥湊駅から                                      | 0.1 m  | 徒歩すぐ |
| 八戸市営バス、南部バス停留所「上中道（かみなかみち）」から | 240 m  | 徒歩3分  |
| 八戸駅から                                                 | 9.6 km | 車で25分 |

## 周辺
- 陸奥湊駅
- 館鼻岸壁朝市
- 蕪島
- マリエント
- 八戸港